# 科尔马尔
科尔马尔是德国石勒苏益格－荷尔斯泰因州的一个市镇。总面积32.82平方公里，总人口1705人，其中男性863人，女性842人（2011年12月31日），人口密度52人/平方公里。